# 神原元
神原 元（かんばら はじめ）は、日本の弁護士、活動家。自由法曹団常任幹事。植村隆の弁護団事務局長。レイシストをしばき隊の最初期のメンバーで、同会の顧問弁護士を務める。

## 経歴
早稲田大学政治経済学部政治学科出身。2000年に弁護士登録（横浜弁護士会）、川崎合同法律事務所に入所。2010年に川崎合同法律事務所を退所し、武蔵小杉合同法律事務所を開所。人権派弁護士と評する者も見られる。
同じく弁護士でありヒューマン・ライツ・ウォッチの東京ディレクターである土井香苗は、内縁の妻にあたる。

## 活動・主張
- 2004年のイラクでの日本人3人人質事件の湯川遥菜と後藤健二の代理人をつとめており、政府関係者が『自己責任論』を唱えたと主張し、とらわれた二人やその家族は被害者であるとと批判している[5][6]。
- 2006年、神奈川の県立高校教員らが県を相手に、式典での国旗・国歌に対する起立・斉唱の義務はないことの確認を求める訴訟で教員側の代理人を務めた。この件について、「しんぶん赤旗」によると、県は校長の裁量と言いながら「水面下では学校長への圧力をより強めている。この動きを座視していられない」と記者会見で主張したという[7]。
- 首都圏反原発連合を攻撃する発言を行う市民運動家に対して、首都圏反原発連合がメンバーMisao Redwolf（ミサオ・レッドウルフ）を原告として訴えた裁判を担当した（後に逆に提訴された）[8]。
- 「正しい情報を受け取ることが表現の自由」であるとし、『ヘイト本』は、平和や人権を崩していると批判[9]。韓国・中国を批判的に記述し「扇情的なタイトルをつけ」た嫌韓本・嫌中本をヘイトスピーチと結び付けてそのような本の出版社を批判する活動を行っている[10]。
- 青林堂の『日本のために　井上太郎@kaminoishi』の内容が虚偽・名誉毀損であるとして同社を提訴し、和解金と謝罪文を得る[11]。
- 豊田有恒の著書『どの面下げての韓国人』の広告を出版社が朝日新聞に出したことに関し、「明らかなヘイトスピーチで、このような広告の掲載自体許されない」と主張して、朝日新聞社に抗議の内容証明郵便を送付した[12][13][14]。
- 官邸前見守り弁護団を務めている[15][16]。
- 「ヘイト･スピーチは、①属性による差別であること、②マイノリティに対するものであること③表現による暴力であること、が重要である。／私見では、③に関連し、④マイノリティ集団をその属性ゆえに社会から「排除する」意図または効果を伴う点が重要だと思う。」と主張し[17]、「属性を理由とする差別的表現」ではない単なる「罵倒」や「罵声」はヘイトスピーチではないとしている[17]。
- 日本弁護士連合会第47回人権擁護大会シンポジウム（2004年10月）基調報告書「多民族・多文化の共生する社会を目指して」にある「外国人・民族的少数者の人権基本法要綱試案」[18]を叩き台に[19]、日本におけるヘイトスピーチの法規制を模索しており[20]、「リベラル原則を堅持する我々の立場からは、「日本の誇り」はヘイト・スピーチ規制法の保護法益たり得ないことを強調」している[19]。
- 元SEALDsメンバーを中傷した人物を訴えた裁判[21]、大袈裟太郎が産経新聞を訴えた裁判[22]、安田菜津紀がツイッターで出自に関する差別的なツイートをした人物を訴えた裁判[23]、プロレスラー木村花の母親がフジテレビと番組制作会社を訴える裁判[24]、呉座勇一への債務不存在の確認を求める訴訟[25]、武蔵大准教授が甲南大非常勤講師（当時）を名誉棄損で訴えた裁判[26]の原告側代理人弁護士に就任し、記者会見に同席している。
- 大阪弁護士会所属の橋本太地弁護士が懲戒請求され戒告の懲戒処分を受けた際、日本弁護士連合会への処分取消審査請求において橋本の代理人に就任し、その後橋本弁護士は処分取消になった。橋本弁護士はしばき隊リンチ事件などで一時期神原の相手側代理人を務めた[27]。
- 2023年、一般社団法人Colaboの代理人を務めた[28]。

## FAX脅迫被害
植村隆を弁護して2015年2月7日に反対者から大量のFAXが送られ、業務妨害の被害を受けたとして「植村氏と家族への攻撃にとどまらず、代理人のなり手をなくそうとする、極めて卑劣で許し難い行為だ」と主張、偽計業務妨害の疑いで被疑者不詳のまま刑事告訴するとしている。
東京弁護士会は2015年2月17日声明を発表し、「今回の大量のファクシミリ送信は、いまもなお朝日新聞元記者に対する不当な人権侵害とマスメディアの表現の自由に対する不当な攻撃が続いていることを意味するだけではなく、元記者の権利擁護に尽力する弁護士をも標的として、司法への攻撃をしていることにおいて、きわめて悪質、卑劣であり、断じて看過できない。／当会は、民主主義の根幹を揺るがせる表現の自由に対する攻撃を直ちに中止させるため、関係機関に一刻も早く厳正な法的措置を求めるとともに、引き続き弁護士業務妨害の根絶のために取り組む決意である。」と抗議した。

## 「しばき隊」顧問弁護士として
関連団体の男組構成員8名の弁護人を担当した。
著書にて「私も「しばき隊」の最初期のメンバーである」と述べており、野間易通が「しばき隊は文字通り『しばきたい人たちの集団』です」と宣言」し、隊として「「在日の人びとを守る」という立場もとらなかった。」とした上で、当事者適格の概念を援用して「「在日」対「在特会」という構図を避けることができた。この意味は大きい。」と主張している。
五野井郁夫の代理人として小菅信子に警告書を送付したところ、小菅から懲戒請求をされた。これに対し神原は小菅に対し根拠のない懲戒請求であると民事訴訟を提起し、金50万円を支払うという条件で和解した。さらにその懲戒請求に関与した高島章弁護士に対して懲戒請求を行い、高島は新潟弁護士会から戒告処分を受けた。
李信恵の代理人として、しばき隊リンチ事件、李信恵が鹿砦社から訴えられた訴訟、逆に李信恵が鹿砦社を訴えた訴訟、李信恵が高島章弁護士を訴えた訴訟に臨む。このうち、しばき隊リンチ事件の民事訴訟においては李信恵に対する賠償は退けられた。ただし、神原が代理人をしていない被告に対しては損害賠償が命じられている他、李信恵以外の被告が原告に対して起こした反訴は退けられている。判決確定後、賠償を命じられた一人の代理人に交替、新たに就任し110万円超の賠償金の支払いを行った。李信恵が鹿砦社から訴えられた訴訟においては、一審、二審ともに敗訴、上告も取り下げたことにより、10万円の賠償を命じる一審判決が確定した。
李信恵が高島章弁護士を訴えた裁判の一審判決では高島弁護士に対し88万円の支払いを命ずる判決が下され、高島は控訴したが棄却された。李信恵が鹿砦社を訴えた裁判では一審で鹿砦社に対して165万円の支払いとデジタル鹿砦社通信の該当記事の削除を命じる判決が下されたが鹿砦社は控訴し、控訴審では賠償額を賠償を110万円に減額された判決が言い渡され確定した。
上記五野井、李信恵の他、野間易通、香山リカ、秋山理央、富山県在住の住職、鹿砦社元社員、「男組」所属の人物 など、反ヘイトスピーチ・反レイシズム活動をしている人物の代理人に就任している。

## 主な発言
- 清原和博が覚醒剤事件を起こしたことについて、Twitterで清原は「被害者」であるとつぶやいたことについて、覚醒剤は犯罪ではないかどうかに関する議論が起こった[4]。
- 仁藤夢乃が暇空茜を提訴することにした会見の場で「暇空が行った住民監査請求は、リーガルハラスメント（合法的手段を使った嫌がらせ）だ」と発言した。これについて、一部の弁護士[誰?]やネット上からは「弁護士が住民監査請求という市民の権利行使に対して使う言葉ではない」と批判を受けた[48]。

## 賛同者
しばき隊とデモで共闘している政治活動家の井手実は、日本共産党の機関誌「しんぶん赤旗」において、神原の書『ヘイトスピーチに抗する人びと』に対する書評の中で、カウンターのスタンスを「被害者に寄り添い支援する運動を否定するのではなく、「ヘイト・スピーチは社会的な公正さを破壊するものだから、NGなんだ」ということだ」と述べ、「それは怒りを率直に伝えるうえで、とてもシンプルで当たり前のものだ」と主張している。
桜井誠、橋下徹相手の訴訟で神原を代理人弁護士に選任した有田芳生は神原を「常勝」弁護士と評している。ただし上記の通り全ての裁判で勝訴しているわけではない。また、有田は過去に日本共産党を除籍されている。

## 著書
- 加藤直樹、神原元、明戸隆浩 著、ヘイトスピーチと排外主義に加担しない出版関係者の会 編『NOヘイト! 出版の製造者責任を考える』木瀬貴吉, ころから、2014年10月30日。ISBN 978-4-907239-10-7。
- 神原元『ヘイト・スピーチに抗する人びと』新日本出版社、2014年12月10日。ISBN 978-4-406-05861-2。
- 伊藤真、神原元、布施祐仁『9条の挑戦』大月書店、2018年11月15日。ISBN 978-4-272-21119-7。

## 論文
- 神原元、土井香苗「司法・八方・オピニオン 検事任官「女性枠」が明らかにした司法改革の盲点--研修所のリクルート機能、ジェンダーをめぐって」『司法改革』第2巻第3号、2000年12月、56-59頁、NAID 40005380211。
- 神原元「権利闘争の焦点 道理が法律に勝った--池貝民事再生法・全員解雇事件--平成14.3.29横浜地裁和解成立」『季刊労働者の権利』第245号、2002年7月、76-79頁、NAID 40005508085。
- 神原元「情勢学習 有事法制の危険な中身と私たちの運動 (特集 元気あふれる労働組合運動を)」『学習の友』第599号、2003年7月、14-17頁、NAID 40005785851。
- 神原元「ファンケル転籍強要事件経過報告 (特集 権利闘争の焦点)」『季刊労働者の権利』第253号、2004年1月、35-40頁、NAID 40006100672。
- 神原元「ヘイト・スピーチとこれに対する「カウンター」について (再び、「ヘイト・スピーチ」について考える)」『法と民主主義』第486号、2014年2月、49-53頁、NAID 40020026937。

## 出演
- のりこえねっとTube（YouTube、不定期）
- ポリタスTV（YouTube、不定期）